# Gérard Deltell
Gérard Deltell, né le 8 août 1964 à Québec, est un journaliste et homme politique canadien. 
Il est député provincial de l'Action démocratique du Québec de 2008 à 2012, et en est le chef de 2009 à 2012, jusqu'à la fusion de son parti avec la Coalition avenir Québec. Député du nouveau parti de 2012 à 2015, il en est le leader parlementaire jusqu'en mars 2014. 
En avril 2015, il démissionne comme député à l'Assemblée nationale du Québec pour se porter candidat aux élections fédérales canadiennes de 2015 sous les couleurs du Parti conservateur du Canada. Il est élu dans la circonscription de Louis-Saint-Laurent et occupe depuis ce temps plusieurs postes importants au sein de l'opposition officielle.

## Biographie

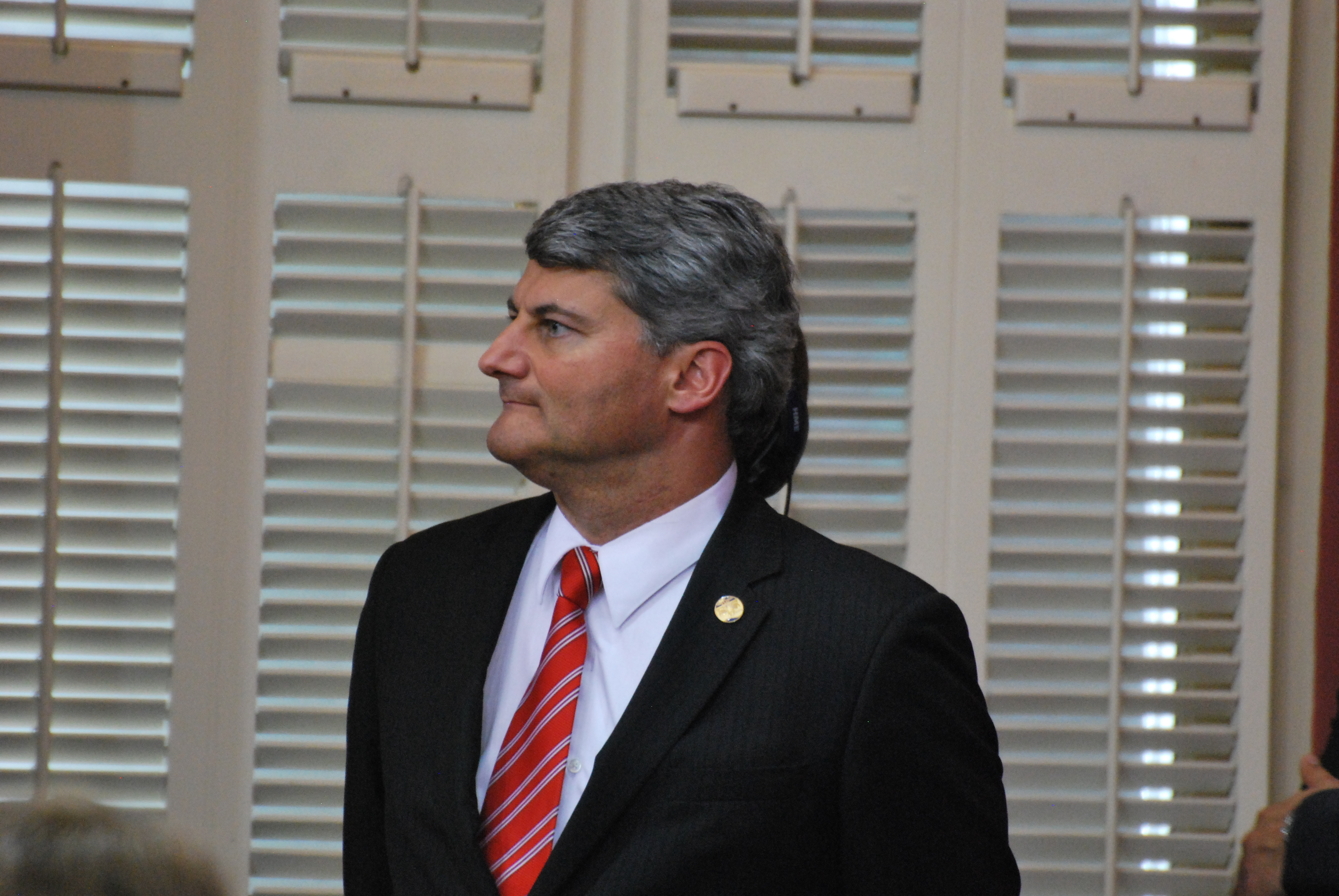
Gérard Deltell en 2013 à l'Assemblée nationale du Québec.

Le père et la mère de Gérard Deltell, des Français établis en Algérie, immigrent à Montréal en 1958. Il naît en 1964 à Québec. Il est journaliste pendant plus de vingt ans, travaillant à Québec pour les réseaux de Radio-Canada, TVA et surtout TQS pour lequel il a été durant six ans courriériste parlementaire.

## Politique québécoise
Lors de l'élection générale québécoise de 2008, il a été élu député de la circonscription de Chauveau, représentant l'Action démocratique du Québec. Il est élu chef de son parti le 19 novembre 2009, succédant à Gilles Taillon. En février 2012, son parti fusionne avec la Coalition avenir Québec. Il en devient le leader parlementaire, et conserve ce poste après l'élection générale du 4 septembre 2012. Le 16 avril 2014, après l'élection générale suivante, il est remplacé à ce poste par son collègue François Bonnardel.

## Politique fédérale
Le 7 avril 2015, il démissionne de son poste de député de Chauveau et annonce qu'il fait le saut en politique fédérale avec le Parti conservateur du Canada, et qu'il souhaite être candidat dans la circonscription de Louis-Saint-Laurent. Le 6 mai 2015, sa nomination est officialisée.
À l'élection fédérale d'octobre 2015, il est facilement élu avec 50 % du vote face à son plus proche adversaire, Youri Rousseau du Parti libéral du Canada, qui en a obtenu 21 %. Il est d'abord porte-parole de l'opposition officielle en matière d'emploi, travail et main-d'œuvre ; en octobre 2016, il devient porte-parole en matière de finances, puis en août 2017 porte-parole responsable du Conseil du trésor. Il est alors considéré comme une « étoile montante » au sein du Parti conservateur, et la cheffe intérimaire Rona Ambrose le nomme lieutenant politique pour le Québec. Lors de la course à la direction de 2017, il appuie le député Erin O'Toole.
Gérard Deltell est aisément réélu aux élections de 2019 et il devient porte-parole de l'opposition officielle pour les affaires intergouvernementales. Il conserve cette fonction jusqu'au 7 septembre 2020. Le 2 septembre 2020, il devient leader parlementaire de l'opposition officielle. Il est réélu lors des élections de 2021.